# Черкасский национальный университет имени Б. Хмельницкого
Черкасский национальный университет имени Богдана Хмельницкого (укр. Черкаський національний університет імені Богдана Хмельницького) — высшее учебное заведение IV уровня аккредитации, расположенное в городе Черкассы, основанное в 1921 году.	

## История
Университет прошёл путь от учительской семинарии, созданной в 1921 году, затем — Института народного образования с одним факультетом, педагогического института — до современного классического университета европейского уровня.
Постановлением Кабинета Министров Украины от 6 октября 1995 года № 789 на базе Черкасского государственного педагогического института был создан Черкасский государственный университет имени Богдана Хмельницкого.
Признанием достижений в научно-образовательном процессе и формировании национальной научной элиты стало предоставление университету указом Президента Украины от 21.08.2003 г. статуса национального.

### Структура

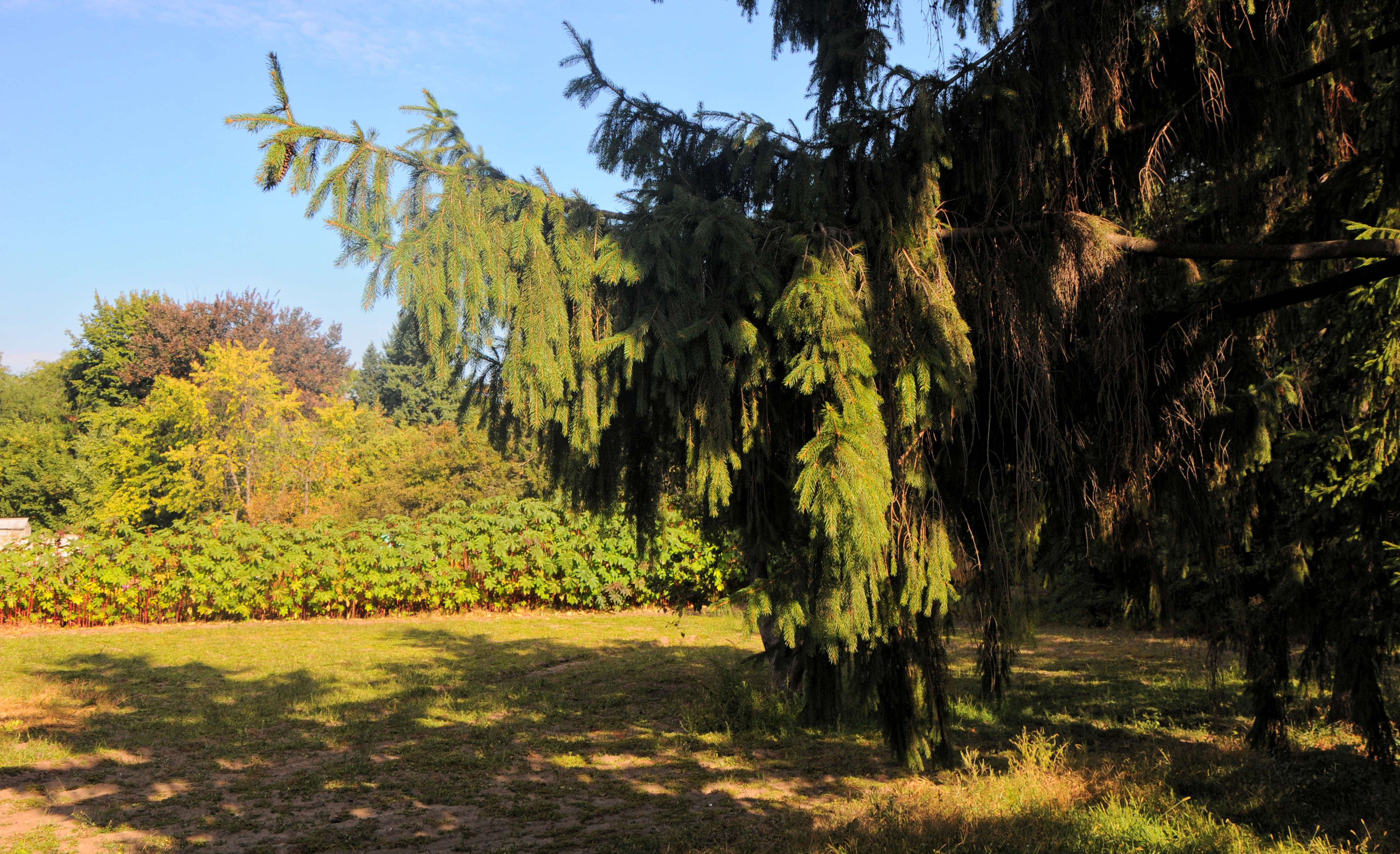
Ботанический сад ЧНУ

В состав Черкасского национального университета входят 8 учебно-научных институтов и 2 факультета, 16 научно-исследовательских институтов и научно-исследовательских центров, 10 научно-исследовательских лабораторий и 16 научных школ, научная библиотека им. М. Максимовича и Центр молодежных инноваций.
Среди преподавателей 316 профессоров, 74 доктора и 330 кандидата наук.

## Факультеты и специальности
Учебно-научные институты и факультеты

## Учебно-научный институт Экономики и права
- Экономика (экономическая теория, экономическая кибернетика, экономика предпринимательства)
- Право
- Учет и налогообложение
- Менеджмент
- Публичное управление и администрирование
- Предпринимательство, торговля и биржевая деятельность (экономика предпринимательства)
- Международные экономические отношения
- Гостинично-ресторанное дело
- Туризм

## Учебно-научный институт Иностранных языков
- Среднее образование (английский язык и литература)
- Среднее образование (немецкий язык и литература)
- Среднее образование (русский язык и литература)
- Филология (английский язык и литература)
- Филология (немецкий язык и литература)
- Филология (русский язык и литература)
- Филология (перевод)

## Учебно-научный институт Международных отношений, истории и философии
- Среднее образование (история)
- История и археология
- Философия

## Учебно-научный институт Педагогического образования, социальной работы и искусства
- Дошкольное образование
- Начальное образование
- Социальная работа (социальная работа, социальная педагогика)
- Среднее образование (изобразительное искусство)
- Изобразительное искусство, декоративное искусство, реставрация

## Учебно-научный институт Естественных наук
- Среднее образование (биология)
- Среднее образование (химия)
- Биология
- Химия
- Экология

## Учебно-научный институт Украинской филологии и социальных коммуникаций
- Среднее образование (украинский язык и литература)
- Филология (украинский язык и литература)
- Журналистика (журналистика, издательское дело и редактирование)

## Учебно-научный институт Физики, математики и компьютерно-информационных систем
- Автоматизация и компьютерно-интегрированные технологии
- Среднее образование (математика)
- Среднее образование (физика)
- Математика
- Прикладная математика
- Физика и астрономия

## Учебно-научный институт Физической культуры, спорта и здоровья
- Среднее образование (физическое воспитание)
- Специальное образование (здоровье человека)
- Физическая культура и спорт

## Факультет вычислительной техники, интеллектуальных и управляющих систем
- Инженерия программного обеспечения
- Компьютерные науки и информационные технологии
- Системный анализ

## Психологический факультет
- Психология (общая психология, клиническая психология, практическая психология, практическая психология)

## Ректоры
- 1953—1979 — Тканко, Александр Васильевич, Герой Советского Союза;
- С 2015 — Черевко, Александр Владимирович.

## Известные выпускники, преподаватели, почётные доктора, профессора
- Айвазовская, Ольга Павловна
- Балясников, Владимир Матвеевич
- Вовчинский, Григорий Васильевич
- Завало, Сергей Трофимович
- Захаренко, Александр Антонович
- Зязюн, Иван Андреевич
- Кобец, Александр Игоревич
- Козина, Ася Юрьевна
- Кремень, Василий Григорьевич
- Мартынюк, Анатолий Андреевич
- Найдён, Александр Семёнович
- Наенко, Михаил Кузьмич
- Полищук, Роман Владимирович
- Попова, Надежда Марковна
- Прошкуратова, Тамара Сергеевна
- Савченко, Игорь Васильевич
- Химич, Андрей Иванович
- Червоненко, Степан Васильевич
- Ющенко, Виктор Андреевич
- Горбань, Светлана Петровна